# Neoscaptia insularis
Neoscaptia insularis är en fjärilsart som beskrevs av Rothschild 1936. Neoscaptia insularis ingår i släktet Neoscaptia och familjen björnspinnare. Inga underarter finns listade i Catalogue of Life.